# 143. østlige længdekreds
Den 143. østlige længdekreds (eller 143 grader østlig længde) er en længdekreds, der ligger 143 grader øst for nulmeridianen. Den løber gennem Ishavet, Asien, Stillehavet, Australasien, det Indiske Ocean, det Sydlige Ishav og Antarktis.